# Haşmet
Haşmet (mort el 1768) fou un poeta otomà, nascut a Istanbul. Per motius polítics va estar exiliat a Bàssora on va escriure molts dels seus poemes. Va escriure un diwan amb un suplement en prosa, un relat sobre les festes de naixement d'una filla de Mustafà III i una crítica contra el que condemnen als poetes.